# Dennis Seidenberg
Dennis Seidenberg (ur. 18 lipca 1981 w Villingen-Schwenningen) – niemiecki hokeista, reprezentant Niemiec, trzykrotny olimpijczyk.
Jego młodszy brat Yannic (ur. 1984) także został hokeistą.

## Kariera
- Schwenninger ERC U16 (1995-1996)
- Schwenninger ERC II (1997-1998)
- European Bauer Pioneers (1998-1999)
- Adler Mannheim (1999-2002)
  -  Mannheimer ERC II (1999-2000)
- Philadelphia Flyers (2002-2003, 2005-2006)
- Philadelphia Phantoms (2002-2005)
- Phoenix Coyotes (2006)
- Carolina Hurricanes (2007-2009)
- Florida Panthers (2009-2010)
- Boston Bruins (2010-2016)
  -  Adler Mannheim (2012-2013)
- New York Islanders (2016-2018)

Wychowanek klubu Schwenninger ERC. Następnie w Niemczech grał w Adler Mannheim. Od marca 2010 zawodnik Boston Bruins w lidze NHL. W czerwcu tego roku podpisał trzyletni kontrakt z klubem. Od października 2012 do stycznia 2013 na okres lokautu w sezonie NHL (2012/2013) związany kontraktem z macierzystym klubem Adler Mannheim. Na początku października 2013 przedłużył kontrakt z Boston Bruins o pięć lat. W czerwcu 2016 został wolnym zawodnikiem po tym jak jego kontrakt został wykupiony przez klub. Od września 2016 zawodnik New York Islanders, z którym przedłużał kontrakt o rok w kwietniu 2017, w lutym 2019. Po raz ostatni występował w sezonie NHL (2017/2018), a w październiku 2019 ogłosił zakończenie kariery.
Uczestniczył w turniejach mistrzostw świata w 2001, 2008, 2017, 2018, zimowych igrzysk olimpijskich 2002, 2006, 2010, Pucharu Świata 2004.

## Sukcesy
Reprezentacyjne

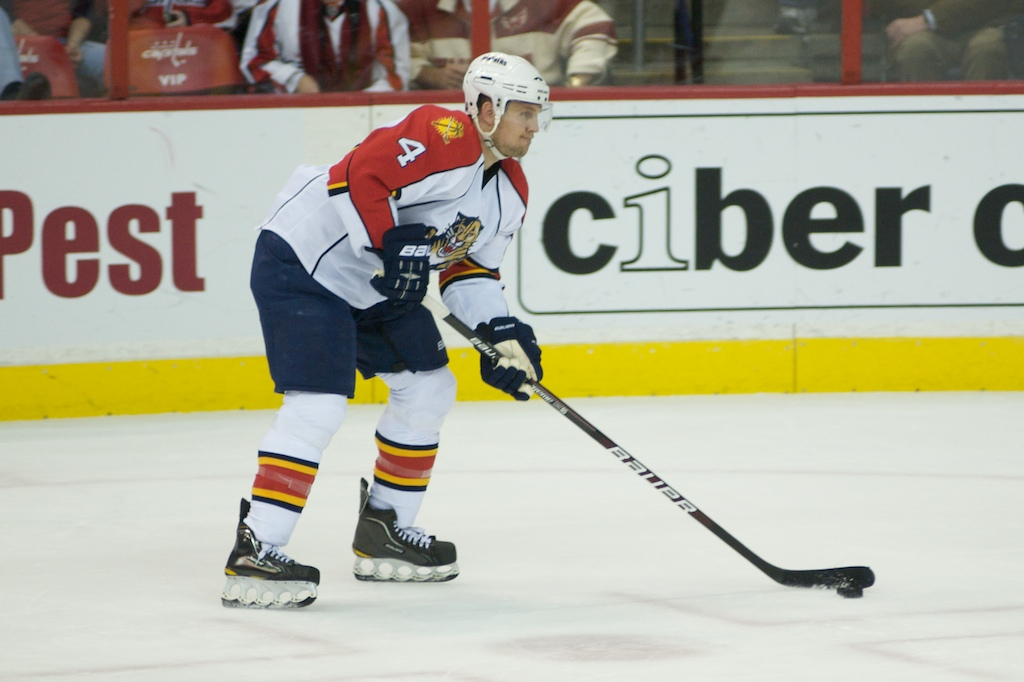
Dennis Seidenberg w barwach Florida Panthers (2010)

- Finał Pucharu Świata: 2016 z kadrą Europy

Klubowe
- Złoty medal mistrzostw Niemiec: 2001 z Adler Mannheim
- Srebrny medal mistrzostw Niemiec: 2002 z Adler Mannheim
- Mistrzostwo dywizji AHL: 2004 z Philadelphia Phantoms
- Mistrzostwo konferencji AHL: 2005 z Philadelphia Phantoms
- F.G. „Teddy” Oke Trophy: 2004 z Philadelphia Phantoms
- Puchar Caldera: 2005 z Philadelphia Phantoms
- Mistrzostwo konferencji NHL: 2011 z Boston Bruins
- Mistrzostwo dywizji NHL: 2011, 2012 z Boston Bruins
- Puchar Stanleya: 2011 z Boston Bruins
- Presidents’ Trophy: 2014 z Boston Bruins

Indywidualne
- DEL (2001/2002): Mecz Gwiazd DEL
- NHL (2002/2003): NHL YoungStars Roster
- AHL (2003/2004): AHL All-Star Game
- Mistrzostwa Świata w Hokeju na Lodzie 2017/Elita:
  - Pierwsze miejsce w klasyfikacji asystentów wśród obrońców turnieju: 7 asyst[8]
  - Trzecie miejsce w klasyfikacji kanadyjskiej wśród obrońców turnieju: 8 punktów
  - Najlepszy obrońca turnieju[9]
  - Skład gwiazd turnieju[10]
  - Jeden z trzech najlepszych zawodników reprezentacji w turnieju[11]